# Defcon 5 (jeu vidéo)
Pour les articles homonymes, voir Defcon.
Defcon 5 est un jeu vidéo de tir à la première personne développé par Millennium Interactive, sorti en 1995 sur DOS, PlayStation, Saturn et 3DO Interactive Multiplayer.

## Accueil
- PC Team : 84 %[1]